# Hippie (livro)
Hippie é um livro autobiográfico de Paulo Coelho que foi publicado pelo selo Paralela da editora Companhia das Letras.  O autor é o escritor brasileiro que mais vendeu livros em todos os tempos e o escritor mais traduzido em todo o mundo. Seu livro mais conhecido, O alquimista, ficou por mais de 200 semanas consecutivas na lista de best sellers do jornal The New York Times.

## Sinopse
Paulo é um jovem que quer ser escritor, deixa os cabelos longos e sai pelo mundo à procura da liberdade e do significado mais profundo da existência. Sua jornada começa com uma viagem pela América do Sul - passando por Machu Picchu, no Peru, Chile e Argentina - até o encontro com Karla, em Amsterdã, quando juntos resolvem ir até o Nepal no Magic Bus. No caminho, os companheiros vivem uma extraordinária história de amor, passam por transformações profundas e abraçam novos valores para suas vidas.
"Hippie" é o vigésimo livro de Paulo Coelho, o autor mais traduzido em todo o mundo e que vem sendo publicado pela Paralela desde 2016.

## Contexto
Em Hippie, seu livro mais autobiográfico, Paulo Coelho nos leva a reviver o sonho transformador e pacifista de uma geração que ousou desafiar todos os padrões estabelecidos pela civilização ocidental: a hipocrisia dos hábitos burgueses, a lógica de um sistema voltado para o consumismo, para a acumulação de dinheiro, do lado capitalista da Guerra Fria; e, do lado comunista, a contestação dos dogmas dos “revolucionários” de esquerda, que no fundo não abriam mão de uma ideologia autoritária e de um conservadorismo na maneira de se comportar. 
No começo da década de 1970, um novo estilo de vida começou a ganhar visibilidade entre os jovens dos principais países do mundo. Numa época em que não existia internet e os veículos de comunicação eram cegos, surdos e mudos para as formas de expressão alternativas, essas tribos de jovens espalhadas pelo planeta recebiam misteriosa e magicamente informações por meio de um correio invisível, que havia levado 400 mil americanos, em agosto de 1969, à cidadezinha de Bethel, no estado de Nova York, para “três dias de paz e música”. O encontro mudou o mundo para sempre e ficou conhecido como Festival de Woodstock, revelando artistas como Janis Joplin e Jimi Hendrix, entre outros grandes nomes. 
Um ano depois, em setembro de 1970, havia dois paraísos hippies no mundo: [Dam], em Amsterdam, e a Trafalgar Square, em Londres. Nessas duas praças, jovens cabeludos, vestindo roupas bem coloridas, acendendo incensos, sentavam-se no chão para meditar, tocar flauta ou violão, bater papos que tinham como tema a liberdade sexual, a ampliação das fronteiras da sensibilidade, a busca pela verdade interior. Não eram pedintes de esmola, não eram traficantes de drogas, como a polícia e os conservadores procuravam rotulá-los. Eram simplesmente jovens se recusando a levar a vida mecânica e sem sentido que seus pais levavam. Usavam um símbolo em forma de círculo estranho, falavam em “paz e amor”, em flower power, e faziam o “V” com os dedos, retomando o símbolo que Winston Churchill usava para a vitória na Segunda Guerra Mundial, mas que eles retomavam como um emblema pacifista. Essa geração dividia-se entre a leitura do guia de viagem Europa a 5 dólares por dia e do best-seller O despertar dos mágicos, que retomava os ensinamentos esquecidos de civilizações perdidas, da alquimia, de ciências ocultas e do esoterismo, entre outros conhecimentos antigos.  

## Personagens
Paulo
é um jovem brasileiro bem magro, de cavanhaque e cabelos compridos, que quer ser escritor e sai pelo mundo à procura da liberdade e do significado mais profundo de sua existência. Um ano antes de Woodstock, ele havia viajado com a namorada, que era mais velha que ele, no famoso Trem da Morte para a Bolívia, chegando até a “cidade perdida dos incas”, Machu Picchu, no Peru. Juntos, também passaram por Chile e Argentina, de carona, antes de retornarem ao Brasil.
Karla
é uma jovem holandesa que se interessou pela jornada de ônibus para o Nepal. A personagem, muito idealista, estava em busca de novos significados para sua jornada e estava à procura de uma companhia para ir, de ônibus, por 70 dólares, até o Nepal. Paulo e Karla se envolvem cada vez mais e constroem uma história de amor que preserva a busca de cada um. 
O Magic Bus
Embora não seja propriamente um personagem, Paulo Coelho, em sua narrativa, constrói a imagem do ônibus de maneira extremamente significativa, como se tivesse vida própria. Seus integrantes são extremamente importantes à narrativa: um dos motoristas do Magic Bus tinha uma história marcante de prestar auxílio médico a populações carentes na África a bordo de um velho fusca, que resistiu a todas as aventuras. Um dos passageiros havia sido um alto executivo de uma das mais importantes multinacionais francesas e embarcou no ônibus junto com sua filha, que tinha sido uma ativista maoista no Maio de 68 parisiense. Ao longo do percurso, os passageiros passam por grandes transformações em relação a suas prioridades e seus valores. Numa parada forçada do Magic Bus em Istambul, Paulo realiza seu sonho de viver sob os ensinamentos do sufismo e de encontrar os dervixes.